# Des terroristes à la retraite
Pour plus de détails, voir Fiche technique et Distribution.
Des terroristes à la retraite est un documentaire français de Mosco Boucault coproduit et diffusé par Antenne 2 en 1985, porté par le témoignage de Mélinée Manouchian, veuve de Missak Manouchian. Cette dernière y accuse un héros de la Résistance, Boris Holban, d'être responsable de l'arrestation de son mari, ce qui déclenche une polémique sur le rôle des FTP-MOI de l'Affiche rouge, en pointe dans la résistance armée à l'Occupation allemande. Aucune source documentaire ni aucun autre témoin n'étaie cette accusation et Boris Holban dément, en expliquant qu'il était basé depuis trois mois dans une autre région et un autre secteur de la Résistance.
Un « jury d'honneur », désigné par la Haute Autorité de l'audiovisuel, juge le documentaire « diffamatoire » et « tendancieux », conseillant de ne pas le diffuser. Les historiens ont aussi jugé les accusations fantaisistes et dès les années suivantes blanchi Boris Holban en retrouvant les archives de l'enquête de police et dénonçant dans ce documentaire « une grille idéologique et complotiste ».
Le documentaire a cependant été diffusé tel quel. Le Parti communiste français (PCF), dirigé par Georges Marchais, lui-même accusé d'avoir travaillé en Allemagne pendant la guerre, demande que la diffusion soit annulée ou un droit de réponse sous forme de débat après le film, ce qu'il obtient après des semaines de polémique. Le parti est alors isolé, au sein d'une gauche quasi-certaine de perdre les législatives de mars 1986, les sondages lui prédisant une nouvelle chute après celle des européennes de juin 1984 qui a causé son éviction du gouvernement le 19 juillet 1984.
Appelée « affaire Manouchian » par la presse, du fait des accusations portées par sa veuve, cette controverse contribue à effacer les noms des autres combattants de ce qui était encore le groupe Manouchian-Boczov-Rayman et l'affiche rouge, dont sept sur dix étaient Juifs et visés par une campagne de propagande antisémite du gouvernement de Vichy et des Nazis. Quelques mois plus tard, le film est contesté par la sortie du livre Les commandos de l'Affiche rouge : la vérité historique sur la première section de l'Armée secrète publié par l'un des combattants FTP-MOI, Arsène Tchakarian, en 1986.

## Films précédent
« Sans cesse annoncé, un film sur l’Affiche rouge est récemment sorti » se réjouit en 1979 l'ex-résistant Claude Lévy, qui déplore cependant qu'il ait « rapidement disparu des grandes salles de spectacles ». C'est L'Affiche rouge du cinéaste Frank Cassenti, prix Jean-Vigo.
L'historien Stéphane Courtois, qui s'est fait connaître en 1980 par sa thèse "Le PCF dans la guerre", dirigée par Annie Kriegel est sollicité peu après par Mosco Boucault, et s'intéresse au sujet car il découvre une réédition des "Lettres de fusillés", effectuée en 1951 et préfacée par Louis Aragon, "dans laquelle quasiment tous les immigrés avaient été oubliés". Puis Mosco lui a présenté son film, bâti sur la phrase (“Faute de preuves, je n'irais pas jusqu'à dire que le Parti les a donnés.”) de Philippe Ganier-Raymond, qui avait publié "L'Affiche rouge", son livre de 1975, et Stéphane Courtois accepte d'être intégré dans le film, car il s'attend à ce qu'il ait du retentissement.

## Technique narrative et synopsis
Qualifiés par Vichy de « terroristes » puis abandonnés par la République, immigrés en France dans les années trente ou apatrides pour certains, Français  pour d'autres, Juifs pour un grand nombre, ils ont été les principaux acteurs de la guérilla urbaine menée dans les rues de Paris exclusivement contre des militaires des forces de l’Occupation allemande, qui les ont stigmatisés par la campagne de propagande antisémite connue sous le nom de l'affiche rouge, placardée pour diffamer les 23 combattants FTP-MOI du Groupe Manouchian-Boczov-Rayman.
La première partie du documentaire reconstitue brièvement le parcours de cinq ex FTP-MOI du Groupe Manouchian-Boczov-Rayman, décédés, avec une une contextualisation confiée à l'historien Stéphane Courtois, en l'émaillant du témoignage plus développé de cinq camarades survivants (parmi lesquels Raymond Kojitsky,Gilbert Brustlein; Charles Mitzflicker, Jacques Farber), qui à plusieurs reprises décrivent les attentats auxquels ils ont participé, en particulier le grand coup d’éclat, le 28 septembre 1943, de l'assassinat de Julius Ritter, responsable du Service du travail obligatoire pour la France, qui a un retentissement énorme auprès des forces allemandes. Les témoins racontent aussi leur vie quarante ans après.
La seconde partie du documentaire est consacrée à des hypothèses et accusations sur les causes de la chute du Groupe Manouchian-Boczov-Rayman, qui seront démenties par les personnes visées survivantes et par des livres d'historiens. C’est le pan contestable du film « et qui le gâche en partie » son succès, selon l’historien Denis Peschanski, qui aurait préféré que l'auteur réfléchisse « avant d’échafauder une grille idéologique et complotiste ». C'est en particulier une déclaration de Philippe Ganier-Raymond à la fin du documentaire qui met le feu aux poudres.
Mosco Boucault s'est vu reprocher de "refaire l'Histoire" en l'absence de documents recoupés, par exemple les archives de police qu'il n'avait pas, et de privilégier le point de vue subjectif des acteurs de cette histoire. Un seul historien de profession est cité dans le documentaire, Stéphane Courtois, mais pas sur la partie des "révélations polémiques" de la fin du documentaire, où l'accusé a peu de temps de parole, alors qu'il apparait longuement plus tôt dans d'autres parties du film. C'est le publiciste Philippe Ganier-Raymond qui a le dernier mot, par un long et dernier propos reprenant celui d'un de ses livres antérieurs, accusant le PCF d'avoir délibérément sacrifié les combattants étrangers, afin d'apparaître à la Libération avec des noms bien français: « Il va sortir une armée des ombres dont les combattants s'appellent  Manouchian, Bozcor (...) C'est pas possible, (...) et puis, le parti communiste, à ce moment-là, a déjà mis sur pied sa ligne, une liste nationaliste, une liste cocardienne. Alors, vous comprenez, des noms comme Rol-Tanguy, Fabien, ça sonne bien, ça sent le terroir, ça sent la Bretagne ! (...}. A mon avis, avec un grand cynisme, la direction des FTP a choisi leur sacrifice, a choisi de les abandonner. Je n'irais pas jusqu'à dire, faute de preuves, que le parti communiste les a cyniquement livrés à la Gestapo, mais, les gens étant ce qu'ils étaient, avec leurs accents, avec leurs visages particuliers, il était bien évident qu'à l'instant où ils ne recevaient plus une cartouche, plus un ordre, plus un sou, ils étaient laissés à eux-mêmes, (...) Ils ne pouvaient qu'errer et se faire prendre. ».
Cette affirmation est catégoriquement démentie par le livre publié en 1989 par trois historiens, dont Stéphane Courtois, à l'aide des archives de police, prouvant que le groupe était toujours approvisionné en argent, armes et matériels, ainsi qu'en directives et ils ont rappelé ce démenti lors de l'entrée au Panthéon de Manouchian.

## Fiche technique
- Réalisation : Mosco Boucault
- Scénario : Mosco Boucault
- Directeurs de la photographie : Guy-Auguste Boléat, François Catonné, Guy Chanel, Jean Orjollet, Philippe Rousselot, Eduardo Serra & Carlo Varini
- Musique : Benoît Charvet & Jean Schwarz
- Montage : Christiane Lehérissey & Chantal Rémy
- Ingénieurs du son : Gérard Barra, Michel Kharat, Patrice Noïa & Bernard Rochut
- Date de sortie : 5 juin 1985
- Durée : 84 minutes

## Distribution
- Récitants
  - Simone Signoret
  - Gérard Desarthe
  - Jean-Paul Bonnaire
- Commentaire historique
  - Stéphane Courtois
- Dans leurs propres rôles
  - Ilex Beller
  - Gilbert Brustlein
  - Jacques Farber
  - Alain Forge
  - Philippe Ganier-Raymond
  - Louis Gronowski
  - Boris Holban
  - Raymond Kojitsky
  - Jean Lemberger
  - Claude Lévy
  - Raymond Lévy
  - Mélinée Manouchian
  - Charles Mitzflicker
  - Albert Ouzoulias
  - Hervé Panzéra
  - Simon Rayman
  - Abraham Rayski
  - Bibi Tighouart
  - Gilbert Weissberg

## L'affaire Manouchian (1985-1989) déclenchée par le film

### La thèse Robrieux-Mélinée Manouchian-Mosco (1985)

#### L'accusation contre Boris Holban
Selon l'historien Stéphane Courtois, « la polémique a pris un tour agressif le 14 juin 1985,  quand Mélinée Manouchian a publiquement accusé Boris Holban d'être le "traître" », qui a donné son mari. La veuve et l'auteur se réfèrent à la dernière lettre de Manouchian à son épouse, qui se termine par: « Je pardonne à tous ceux qui m'ont fait du mal ou qui ont voulu me faire du mal sauf à celui qui nous a trahis pour racheter sa peau et ceux qui nous ont vendus ».
La déclaration de Mélinée Manouchian accusant Boris Holban d'être le "traître" a lieu lors d'une conférence de presse organisée le 15 juin, jour où, par ailleurs, un "jury d'honneur" transpartisan de cinq personnalités de la Résistance consultées par la Haute Autorité de l'audiovisuel a donné un avis négatif à la diffusion par Antenne 2 du documentaire, prévue pour le 2 juillet. Soulignant son "caractère diffamatoire et tendancieux", le groupe estime que pour passer à la télévision il faut changer le titre et assurer un meilleur équilibre des points de vue exprimés.
La conférence de presse où Mélinée Manouchian s'exprime est organisée par le magazine culturel Actuel, pour promouvoir son numéro de juin, dans lequel un article affirme que Boris Holban est l'homme qui porte le pseudonyme de "Roger", évoqué dans le documentaire. Cet homme n'est pas identifié dans la lettre de Manouchian.
Prédécesseur de Manouchian au même poste chez les FTP MOI, présenté par Actuel comme un "général roumain" à la retraite, Boris Holban est retourné en Roumanie en 1948, puis devenu major avant d'être destitué et écarté de toute fonction importante dans le cadre des purges politiques commandées par Staline au début des années 1950.
Selon Mélinée Manouchian il aurait à la fois abandonné les hommes de son mari, refusant de les cacher dans une autre région, menacé de les tuer s'ils fuyaient par eux-mêmes, et dénoncé aux Allemands. En même temps, elle déclare "qu'elle n'accuse pas le PCF" en tant que tel d'être responsable.

#### Le démenti de Boris Holban
La version de Boris Holban n'est connue que deux jours après, via un entretien avec le journaliste Alexandre Adler dans Le Matin de Paris. Il précise qu'il ne peut pas être « le responsable qui avait donné Manouchian », ni celui qui en région parisienne « en octobre 1943 avait transmis l'ordre de demeurer à Paris » car il était alors depuis plusieurs mois « muté dans le Nord pour y organiser une filière d'évasion des prisonniers soviétiques travaillant dans les Charbonnages » et n'a été rappelé dans la capitale « qu'après les arrestations du mois de novembre », pour reprendre le poste occupé par Manouchian et tuer le Résistant libéré après avoir parlé sous la torture.

#### L'accusation contre Jean Jérôme
Peu après, Philippe Robrieux affirme que le traitre est en réalité Jean Jérôme, un haut dirigeant du PCF pendant la guerre. « "Au point de départ », il « y a tout simplement la dernière lettre de Manouchian, celle que L'Humanité a été incapable de publier quand elle a commencé à polémiquer contre moi. Il y a le témoignage écrit du membre du parti Tomasina, qui a partagé la cellule du héros arménien la veille de son exécution et il y a encore l'énorme mensonge de Jean Jérôme qui prétend dans ses mémoires avoir arrêté le 14 avril 1943, en fait à cause de la chute du groupe Manouchain alors que cette dernière s'est produite en réalité six bons mois plus tard », écrit-il dans son livre ""La secte" paru aux éditions Stock en 1985.
Philippe Robrieux réitère cette accusation dans L'affaire Manouchian, son livre suivant, accusant lui aussi Jean Jérome, d'avoir "donné" les combattants FTP-MOI à la Gestapo en échange de sa libération. Puis Arsène Tchakarian publie le livre "Les francs-tireurs de l’affiche rouge", en 1986 aux éditions aux Editions sociales, et mêlant souvenirs personnels et un document non-daté, à l'interprétation et l'origine contestés, un texte de Giuseppe Tomasina, compagnon de cellule de Manouchian. Ce texte parle d'un homme au pseudonyme de "Roger", mais il est non-daté, peu compréhensible, et son origine n'est pas précisée, bien qu'il figure dans les archives personnelles de Mélinée Manouchian. Surtout, il parle seulement d'un "commissaire politique", dont les historiens rappelleront peu après qu'il est très probablement Joseph Davidovitch, dont les aveux sous la torture était connus de longue date, ne livrant que des informations déjà en grande partie connues des policiers, et causés par les tortures infligées à sa femme devant lui, aveux qui ont obligé les Résistants à l'exécuter en décembre 1943 lorsque les policiers ont simulé son "évasion".

#### Le cas des combattants exfiltrés lorsqu'il était possible de leur trouver des "planques"
Le documentaire de Mosco Boucault, en donnant essentiellement la parole à des témoins directs, sans grand recul[réf. nécessaire], parmi lesquels Mélinée Manouchian, est à l'origine de cette polémique que les médias finissent par appeler en 1985 l'« affaire Manouchian ». Dans le documentaire, Louis Gronowski patron de la MOI, rappelle que plusieurs militants plus ou moins repérés par les policiers français de la 2e Brigade spéciale ont été exfiltrés vers la province, notamment l'Est et le Nord, ou la banlieue, lorsqu'il était possible de leur trouver des "planques". Comment s'est fait leur choix ? Le documentaire n'y répond pas et ne lui pose pas la question, qui s'est posée aussi pour les hommes de la 35e brigade des MOI de Toulouse, à laquelle appartenaient Raymond Lévy, père de l'écrivain à succès Marc Lévy et son frère Claude.

### La contre-enquête de Courtois, Peschanski et Rayski (1989)
Les accusations de Philippe Ganier-Raymond, Philippe Robrieux et Mélinée Manouchian dans le documentaire furent invalidées en 1989 par la contre-enquête minutieuse de trois historiens, Stéphane Courtois, Denis Peschanski et Adam Rayski, leur livre étant jugé plus convaincant par le consensus des historiens, en raison des nombreux documents et sources qui l'étaient. Ils ont notamment dépouillé les archives des Brigades spéciales de la police, en y accédant grâce aux archives du ministère de la Justice, où elles étaient reproduites en raison des procès intentés aux policiers après la guerre, alors que les archivistes de la préfecture de police de Paris refusaient d'y donner accès.
Les trois historiens partent d'un anachronisme évident dans les accusations de Mélinée Manouchian, qui s'appuie, 30 ans après la guerre, sur une phrase de la dernière lettre de son mari disant : « je pardonne à tous ceux qui m’ont fait du mal ou qui ont voulu me faire du mal, sauf à celui qui nous a trahis pour racheter sa peau et ceux qui nous ont vendus » et qu'elle interprète, à la demande de Mosco Boucault et du magazine Actuel, comme mettant en cause "le PCF par le biais de Boris Holban".
Selon Denis Peschanski, "cela ne colle pas du tout" pour  « ceux qui nous ont vendus », car "cette expression, classique à l’époque, définit Vichy et sa police", pas autre chose.
À l'époque de la diffusion du film, l'ampleur de la trahison de la police française pendant la guerre n'est pas encore aussi connue dans le grand public qu'après les déclarations de Jacques Chirac sur la rafle du Vélodrome d'hiver une décennie plus tard.
Quant à l'expression "celui qui nous a trahis", selon Denis Peschanski, elle vise très probablement Joseph Davidovitch, qui a été exécuté par les hommes de Missak Manouchian pour avoir parlé sous la torture et celle de sa femme effectuée sous yeux, comme les en ont discrètement informé des policiers résistants, même si sa trahison n'a pas été décisive.
Selon Denis Peschanski, "toute la deuxième partie" du film de Mosco "est fondée sur des hypothèses fausses", en particulier le fait "que le PCF aurait sacrifié ses combattants en les poussant à multiplier les actions pour se donner une image plus nationale", ce qui selon lui "n’a pas de sens" ni politiquement ni militairement, les groupes de résistants français de la région parisienne étant déjà tombés, chute qui amènera la montée à Paris de responsables du Nord comme René Camphin; le colonel Baudoin des FTP.
Les trois historiens démontrent qu'aucun élément sérieux n'étaie l'hypothèse de la trahison de Boris Holban ou Jean Jérome. Grâce aux archives, ils montrent qu'au moment de leur filature et de leur arrestation en novembre 1943, les combattants FTP-MOI n'étaient privés ni de ressources financières, ni d'armes, ni de contacts avec la direction des FTP. Selon ces trois historiens, les moyens donnés aux policiers français et leurs filatures menées depuis plusieurs mois suffisent à expliquer l'ampleur de leur coup de filet de novembre 1943. Les archives montrent en effet des enquêtes très longues, très détaillées, auprès de très nombreux suspects, menées avec des moyens de police exceptionnels. Manouchian a été repéré la première fois le 24 septembre 1943, avenue de la Porte-d'Ivry où il rencontre Joseph Boczov, considéré comme son adjoint, ce qui permet de remonter jusqu'à sa propre adresse, rue de Plaisance, et de le filer pendant presque deux mois. Dès le 27 septembre, il est repéré à la gare de Mériel avec son supérieur Joseph Epstein, ce qui prouve "l’efficacité de la police parisienne" grâce au zèle déployé par des spécialistes de l'anticommunisme, au nombre d'hommes et au temps mobilisé, d'autant que la trahison de Joseph Davidovitch, commissaire politique dans le triangle de direction des FTP-MOI, arrêté un mois après, le 26 octobre 1943, interrogé, et durement torturé tout comme son épouse, a permis à la police de connaitre les responsabilités de chacun des trois chefs résistants déjà repérés.
Cependant, des FTP discrètement informés de sa trahison par des policiers résistants, ont retrouvé et exécuté Joseph Davidovitch après sa libération. Selon le PCF, c'est Joseph Davidovitch qui a dénoncé Manouchian mais cette trahison, déjà connue des historiens n'a selon eux pas été décisive.
Par ailleurs, la première série de filature a été permise aux policiers par une jeune fille proche d'Henri Krasucki, Lucienne Goldfarb, appelée « la Rouquine », qui s’est confiée à un policier de Puteaux. Transféré à la BS2, le dossier mène, via une filature d'un mois et demi, au groupe dirigé par Henri Krasucki puis au réseau des imprimeurs de la MOI, mais sans suffire à expliquer les autres filatures et leur efficacité.

### La thèse d'une trahison soviétique, d'Auguste Lecœur
"Il était tout simplement impossible" que des dirigeants comme Jacques Duclos ou Albert Ouzoulias, l'un des adjoints de Charles Tillon à la direction des FTP, aient pu rencontrer Manouchian", compte tenu des règles de sécurité du PCF mises en place pendant la guerre, ordonnant de cesser toute activité clandestine aux militants se sentant repérés par la police, a estimé Auguste Lecœur dans une interview au Quotidien de Paris le 2 juillet 1085.
Selon lui, il est beaucoup plus probable qu'un éventuel ordre donné à Manouchian de continuer malgré le danger "soit venu des Soviétiques" qui "disposaient d'une délégation permanente a Paris" même si le PCF a ensuite refusé d'admettre publiquement "l'existence d'une double direction. Lecoeur a indiqué aux historiens que des accusations de trotskysme visaient Manouchian au sein de l'appareil communiste, ce qui selon Philippe Robrieux a amené des "camouflages" de Jean Jérome, "bras droit" de Jacques Duclos, et un des représentants en France du Komintern.
Par ailleurs, le même Jean Jérome a selon le 4e volume de "L’Histoire intérieure du PCF", publié en 1984 par l'historien Philippe Robrieux, été arrêté d’une façon accidentelle, le 14 avril 1943, soit avant Manouchian et non après, lui permettant d'éviter la déportation et la mort. Jean Jérome l'aurait ensuite dissimulé en 1955 dans un formulaire pour " l'attribution de titres de Résistance ". Le consensus des historiens a de son côté contesté l'interprétation par Philippe Robrieux du calendrier deces deux arrestations et de fait, le 5e volume annoncé de "L’Histoire intérieure du PCF" ne parut pas.
Auguste Lecœur publie ensuite en 1988 un article sur la « double direction » des combattants FTP de la Moi (Komintern et PCF) dans la revueEst-ouest de juillet-août 1988, qui recoupe sur ce sujet les interview de Charles Tillon dans le Nouvel Observateur du 2 août 1985 et dans le Quotidien de Paris du 2 août 1985 où il mentionne que la MOI ne dépendait pas de lui mais du Komintern.
Cette section devrait être déplacée dans l'article Mémoires d'Ex.
Pour plus d’informations, se reporter en page de discussion. (février 2024)

## L'autre accusation de Mosco Boucault, sur le déraillement criminel de 1947
Mémoires d'Ex, le documentaire suivant de Mosco Boucault, est aussi coproduit et diffusé par la télévision publique dès sa sortie en 1991. Il comporte aussi des "révélations" contestées sur l'histoire de la Résistance française, reprenant en réalité un soupçon déjà évoqué dix ans plus tôt dans un livre de Philippe Robrieux, et provenant de la tentative infructueuse de l'entourage de Maurice Thorez de faire porter la responsabilité d'un dérapage de 1947 à ses rivaux et opposants internes au PCF, les ex-résistants René Camphin et Auguste Lecoeur, lors des maneuvres pour évincer globalement les grands résistants communistes de la direction du parti, des accusations de droit commun, « comme dans tous les procès de type stalinien » de l'époque, selon l'historien Yves Le Maner. Ces purges staliniennes de 1953-1954 abouti l'éviction de tous les dirigeants FTP du bassin minier du Nord-Pas-de-Calais et d'autres régions, en termes souvent humiliants et dégradants. Le PCF avait à l'époque la capacité d'intimer à certains de ses militants la constitution de faux témoignages, "dans l'intérêt supérieur du parti".

### La lettre disparue de René Camphin
Le documentaire de 1991 affirme ainsi que des communistes auraient commis le sabotage du Paris-Tourcoing le 3 décembre 1947, qui a causé 21 morts et coïncidé avec le reflux d'une grande grève nationale, qui a  repris un an après. Comme dans le livre de Philippe Robrieux de 1981, l'accusation vient de la même source unique, sans aucun recoupement, sans document ni témoignage oculaire: Auguste Lecoeur, qui fut brièvement numéro un du PCF au printemps 1952, alors que Jacques Duclos était en prison et Maurice Thorez en soins en URSS.
Le livre de Philippe Robrieux de 1981 avait cependant pris ses distances avec cette "information", traitée en seulement deux lignes, sans mentionner la source, pour souligner surtout sa confidentialité et sa partie obscure.
Dans son témoignage de 1991, Auguste Lecoeur déclare son innocence et celle de René Camphin. Il ne précise pas quand il a appris cette information, ni comment, par qui, ou à quelle occasion, ni pour quelle raison le sabotage fut commis, disant juste que les saboteurs croyaient faire dérailler un train de CRS. Il ne précise pas pourquoi avoir attendu si longtemps, alors qu'il a déjà quitté le PCF depuis plus de trente ans, après avoir subi de graves blessures lors d'un tabassage par des militants communistes en 1956. Âgé de 80 ans lors de la diffusion du documentaire de Mosco Boucault, Auguste Lecoeur décède l'été suivant, quatre jours après avoir été fait chevalier de la légion d'honneur.
Le télespectateur comprend cependant que l'unique source de Lecoeur est une lettre que René Camphin écrite le 5 mars 1954 à midi, peu avant de quitter le siège du PCF, puis de se suicider dans la nuit. Le destinataire, Auguste Lecoeur l'a probablement reçu en mains propres car il a quitté au même moment son domicile, où il savait que le direction du PCF le feraient chercher. Dans la lettre, René Camphin défend son innocence et lui apprend que la direction du PCF tente de les impliquer, l'un ou l'autre, dans le sabotage de 1947, même si Lecoeur vivait à Paris depuis des mois lorsqu'il a été commis. « Je quitte la réunion du comité central, des pressions inadmissibles se sont exercées contre moi, en aucun cas je ne veux participer à la curée organisée » contre toi, dit la lettre. Cette réunion de deux jours a entièrement été consacrée à la recherche de prétextes pour évincer Lecoeur de son poste de numéro trois du PCF.
Le documentaire de Mosco révèle l'existence de cette lettre, disparue depuis quatre décennies. René Camphin y révèle avoir été intimidé par un interlocuteur brandissant une liste des trains circulant cette nuit de décembre 1947, à l'époque transmise à Camphin par un cheminot d'Arras. La lettre dit qu'aucun militant n'a ensuite parlé d'un éventuel projet de sabotage, ni à Lecoeur ni à René Camphin et que ce dernier se voit simplement soupçonné de ne pas avoir eu la "force politique" de prévenir un éventuel projet.
Lecoeur n'a pas conservée la lettre, ne dit pas pourquoi dans le documentaire, et n'en parlera qu'à la fin des années 1970, moment où il vient d'être à nouveau diabolisé dans des livres et dans la presse, à Philippe Robrieux pour l'aider à écrire une Histoire intérieure du Parti communiste relatant ces méthodes, avec ses archives personnelles. Lecoeur avait évoqué cependant le suicide de Camphin dans ses mémoires en 1963: "plutôt que d'appuyer ma condamnation, il prétexta un malaise et rentra chez lui".
Le livre de Philippe Robrieux sort en 4 tomes, à partir de 1980, sans parler de cette lettre, préférant mentionner dans le tome 2 en 1981 que "seuls quelques initiés" ont entendu parler de l'accusation infondée, sans citer aucune source. L'historien américain Irwin M. Wall a publié l'année suivante, en 1982 un livre, où cette fois, Auguste Lecoeur, la source de Philippe Robrieux, est cité nommément, tout comme une autre source, complètement divergente, au sujet du sabotage de 1947: 

« Roger Pannequin affirme avoir mené une enquête indépendante qui a exclu toute action non autorisée de la part de militants du parti ou du syndicat. La présence de matériel roulant ayant pu servir au sabotage dans les environs fait selon lui penser à la probabilité d'une participation du gouvernement ou de cadres de la SNCF. Cependant, Auguste Lecoeur considère lui que Roger Pannequin et son camarade de la Résistance René Camphin sont les responsables du sabotage, effectué sans l'autorisation du parti, en croyant que le train transportait des renforts de CRS »

. En n'y consacrant que deux lignes, comme  Philippe Robrieux l'année précédente, l'historien américain avait marqué sa distance par rapport à une information aussi importante.
Dans son documentaire une décennie après, Mosco en fait l'élément principal, titrant l'épisode "suicide au comité central", mais ne cite pas la version contradictoire de Roger Pannequin, qui apparait pourtant interrogé dès le début de l'épisode.
Une biographie de René Camphin publiée en 2008 par l'historien Daniel Hémery révélera qu'il souffrait d'un cancer du poumon depuis 4 ans lors de son suicide en mars 1954. Auguste Lecoeur précisera en 1999 à un autre historien que la lettre reçue le jour du suicide faisait état de difficultés avec son épouse. Avant de se donner la mort, René Camphin a aussi écrit à sa famille. Pour cette dernière, citée par Mosco Boucault seulement dans le livre qui accompagne son documentaire, le suicide de René Camphin a la même motivation principale que celui de l'étudiant Jan Palach en 1969 : protester contre les méthodes staliniennes utilisées par la direction du PCF pour intimider René Camphin et Auguste Lecoeur.

### La motivation de Lecoeur, source unique
Le documentaire de Mosco montre comment l'instrumentalisation de cette affaire par la direction du PCF a créé un ressentiment et une haine viscérale entre deux ex-amis et partenaires de combat dans la Résistance, Roger Pannequin et Auguste Lecoeur, lui-même soupçonné d'avoir une responsabilité indirecte dans le sabotage et déraillement du train postal Paris-Tourcoing le 3 décembre 1947 à Arras, bien qu'il habitait et travaillait alors à Paris, au final son soupçon contre Roger Pannequin exprimé dans les années 1980.
Auguste Lecoeur n'a pas conservé la lettre de René Camphin et n'en parlera qu'à Philippe Robrieux, en vue de son Histoire intérieure du Parti communiste, tome II, à la fin des années 1970, moment où il vient d'être à nouveau diabolisé dans des livres et dans la presse. Il est alors face à des acteurs de l'époque qui ont un accès facile aux médias et lui imputent tous les torts, y compris les plus graves, faisant ressurgir ce qu'il avait vécu deux décennies plus tôt à l'époque de Maurice Thorez tout puissant. Accusé par Pierre Daix d'antisémitisme en 1976 puis Roger Pannequin en 1977 d'être à l'origine d'un espionnage qui a débouché sur une tentative d'assassinat, il accuse à son tour ce dernier d'avoir une responsabilité indirecte dans le sabotage et déraillement du train postal Paris-Tourcoing le 3 décembre 1947 à Arras, notamment dès 1982 dans le livre de l'historien Irwin M. Wall en 1982 puis en 1991 dans le documentaire de Mosco Boucault mais cette fois sans citer son nom.

## L'accusation de censure

### La commande et la production du documentaire
Une enquête, menée par les historiens impliqués dans la réalisation du film, estime que pressions exercées par le Parti communiste français sont la raison pour laquelle, terminé en 1983, il fut interdit de visa. C'est par la voix de Simone Signoret, narratrice dans le film, que ces manœuvres sont dénoncées.
En 1984, un article du Nouvel observateur titré "Des héros sous le boisseau", demande "d'où vient que le témoignage des survivants de la M.O.I. soit bloqué dans les tiroirs d'Antenne 2  depuis octobre 1983" et rappelle qu'après la guerre "la direction du P.C. aurait demandé à Raymond Lévy, militant de la F.T.P.-M.O.I. à Toulouse, de substituer", des noms juifs dans un recueil de nouvelles à des noms français puis qu'en 1955 c'est seulement quand son frère Claude Lévy "décide de créer pour célébrer le souvenir de ses camarades morts un comité qui réunissait des hommes de tous les partis, de Bernard Lafay à Aragon, que le poète communiste se décide à écrire pour lui le texte de l'Affiche rouge".
À la chute du gouvernement Mauroy en juillet 1984, le PCF quitte le gouvernement. Le 15 novembre 1984, Jean-Claude Héberlé succède à Pierre Desgraupes , PDG d'Antenne 2, qui lui "conseille de ne pas y toucher". Peu après l'existence du film est portée à la connaissance du public par un cycle de conférences. Prévenue par Mosco, Simone Signoret , qui avait enregistré le commentaire du documentaire avec Gérard Desarthe, alerte un de ses amis pour s'inquièter de sa non-diffusion, le journaliste Ivan Levaï, qui s'en indigne à la radio. Le cinéaste Costa Gavras et l’écrivain Jorge Semprun sont  invités à une projection,. Libération "s'en est ému". Le Matin de Paris a "publié sur plusieurs jours les témoignages du film". Dans les colonnes du Monde, d'une tribune de l'avocat Georges Kiejman, proche de François Mitterrand, est titrée « un pas vers la censure à la télévision ? »,, déclenchant l'implication personnelle de François Mitterrand. Georges Kiejman y révèle "la réaction du président de la société Antenne 2, lequel, après avoir programmé l'émission, envisage aussitôt d'y renoncer et se décharge de la responsabilité de le décider en saisissant la Haute Autorité".
Jacques Farber, dans un article publié par L'Humanité le 24 mai 1985 juge certaines interprétations du film anticommunistes.

### Le jury d'honneur de la Haute-autorité de l'audiovisuel
Le PDG d'Antenne 2, Jean-Claude Héberlé, saisit la Haute Autorité, qui réunit un jury d'honneur composé d'anciens résistants, parmi lesquels Claude Bourdet, Pierre Sudreau, Henri Noguères, Lucie et Raymond Aubrac le 29 avril 1985. Suivant l'avis du jury d'honneur, les neuf membres de la Haute Autorité émettent l'avis que l'émission ne peut être diffusée sans permettre qu’un droit de réponse ne soit exercé. La programmation est annulée.
Le PCF rappelle à cette occasion un précédent : en 1983 l'ancien résistant gaulliste, Pierre de Benouville, fut également mis en cause dans un documentaire. Sur sa demande la Haute Autorité déprogramma aussitôt l'émission. Personne ne cria à la censure.
Le 5 juin 1985, le distributeur MK2, à l'initiative de Marin Karmitz, projette Des terroristes à la retraite dans sa salle parisienne du 14 Juillet Racine puis le programme dans toute la France pour le 12.

### La décision de diffuser quand-même le film
Le Ministre de l'audiovisuel, Georges Fillioud, ayant critiqué l'annulation de l'émission par la Haute Autorité, celle-ci décide de la reprogrammer sans tenir compte de l'avis du jury d'honneur qu'elle a elle-même nommé. Mais, le 11 juin, sous la pression des employés de la CGT de la chaîne et de l'ensemble du service public audiovisuel (SFP, TDF, TF1 et FR3), le conseil d'administration, désavouant d'une certaine façon son PDG, définit les conditions dans lesquelles la diffusion pourra être autorisée[réf. nécessaire]. Le film sera présenté par un représentant du PCF. Ce sera le sénateur communiste Charles Lederman, ex-FTP MOI de la région lyonnaise. La diffusion devra être suivie d'un débat entre historiens. Ce sera aux Dossiers de l'écran, le 2 juillet.

### Le débat à la télévision le soir de diffusion du film
Au début de ce débat, Annette Kamieniecki, très mal à l'aise, venue témoigner de son passage des Jeunesses communistes à l'action armée, est interrompue par Alain Jérôme à l'occasion d'un incident provoqué par Armand Jammot puis la parole est accaparée par le gaulliste Jacques Chaban-Delmas. Pour lui les dénonciations aux Allemands provenaient de résistants qui avaient parlé sous la torture.
Engagé politiquement à droite, Henri Amouroux, l'historien de la France occupée, reprenant ce qu'il avait écrit dans Le Figaro Magazine, désavoue le film et proteste contre une accusation dénuée de toute preuve à l'encontre du PCF, aux dires mêmes d'un des interviewés du documentaire. Malgré l'absence de réel débat, le film et l'émission auront retenu l'attention de presque un tiers des téléspectateurs de la soirée et réalisé un record d'audience.